# CSI (videojuegos)
La franquicia CSI ha servido de base para una serie de videojuegos. Hasta el 2010, se han producido ocho juegos basados en el equipo de Las Vegas y uno basado en cada serie derivada, CSI: Miami y CSI: NY.
369 Interactive se encargó del desarrollo de los juegos de CSI hasta el año 2004, año en que Telltale Games tomó el control para desarrollar los juegos de la franquicia. Por otro lado, Ubisoft ha sido la encargada de publicar todos los videojuegos de CSI.

## Juegos

### CSI: Las Vegas
- CSI: Crime Scene Investigation (2003) (PC, Mac y Xbox)
- CSI: Oscuras Intenciones (2004) (PC y Nintendo DS)
- CSI: Las 3 Dimensiones del Asesinato (2006) (PC y PlayStation 2)
- CSI: Pruebas Ocultas (2007) (PC, Xbox 360 y Wii)
- CSI: Determinacion Mortal (2009) (PC, Xbox 360 y Wii)
- CSI: Determinación Mortal: Casos Ocultos (2009) (Nintendo DS)
- CSI: La Conspiración (2010) (PC, PlayStation 3, Xbox 360 y Wii)
- CSI: Misterios sin Resolver (2010) (Nintendo DS)
- CSI: Crime City (Facebook)

### CSI: Miami
- CSI: Miami (2004) (PC)
- CSI: Miami (2008) (teléfono móvil)
- CSI: Miami 2 (2010) (teléfono móvil)

### CSI: New York
- CSI: NY (2008) (PC)[1]